# Defikopter
Ein Defikopter ist der Prototyp eines unbemannten Luftfahrzeugs („Drohne“), der teil- oder vollautomatisch, vom GPS-gesteuert einen mobilen automatisierten externen Defibrillator (AED) an einen Einsatzort transportieren und ihn dort absetzen oder per Fallschirm abwerfen könnte. Er wurde 2013 von dem Verein Definetz e.V. und Bielefelder Drohnenhersteller Height-Tech vorgestellt. Der Defibrillator könnte von dem Schweizer Hersteller Schiller zugeliefert werden. Nach Ansicht der Entwickler sollen „rechtliche Hürden“ und technische Probleme bald gelöst werden, sodass das System ca. 2018 einsatzfähig werde.
Bei einem Kammerflimmern sinkt mit jeder unbehandelten Minute die Erfolgswahrscheinlichkeit um ca. 10 %. Öffentliche AEDs sind noch nicht flächendeckend vorhanden, bzw. ist ihr Standort nicht jedem bekannt. Die durchschnittliche Eintreffzeit des Rettungsdienstes beträgt mehrere Minuten. Durch den Einsatz von Defikoptern soll die Zeit bis zum Einsatz des Defibrillators minimiert werden.
Das System würde durch eine Mobile App aktiviert, woraufhin der Defikopter vollautomatisch zu den übermittelten Koordinaten fliegen und dort landen sollte, oder den AED per Fallschirm abwirft. Laut Hersteller soll der Defikopter mit bis zu 70 km/h in einem Radius von 10 km bei fast allen Witterungsverhältnissen operieren können. Initiiert wurde die Entwicklung durch die Non-Profit-Organisation Definetz e.V.
Ein vergleichbares Gerät wurde Ende Oktober 2014 von der TU Delft vorgestellt. Es fliegt allerdings nicht automatisch, sondern wird über eine Webcam gesteuert und stellt auch einen Sprechkontakt zu den Helfern vor Ort her. Nach Entwicklerangaben soll der Defikopter bis zu 100 km/h schnell sein und jeden Punkt in einem Gebiet von 12 km² innerhalb einer Minute erreichen können. Zur besseren Tragbarkeit wurde auf ein niedriges Gewicht geachtet und die Rotorarme sind faltbar.